# Gilli Rólantsson
Gilli Sørensen Rólantsson (Tvøroyri, 11 agosto 1992) è un calciatore faroese, difensore o attaccante del TB Tvøroyri e della nazionale faroese.

## Caratteristiche tecniche
Rólantsson nasce come ala, ma successivamente è stato riadattato come terzino.

## Carriera

### Club
Dopo aver giocato, a livello giovanile, per HB Tórshavn ed Aberdeen, Rólantsson è passato al TB Tvøroyri, per cui ha potuto giocare in 1. deild nel 2009. È poi tornato all'Abeerdeen, prima di giocare nuovamente per il TB Tvøroyri, con cui ha conquistato la promozione al termine del campionato 2011.
Ha potuto così esordire nella Formuladeildin: il 25 marzo 2012 ha infatti sostituito Jón Magnusarson Ellendersen nella sconfitta interna per 0-2 contro il Víkingur Gøta. Il 19 maggio ha segnato la prima rete nella massima divisione locale, nella vittoria per 4-2 sull'HB Tórshavn. Ha chiuso l'annata con 24 presenze e 6 reti.
Nel 2013, Rólantsson è stato in forza al B36 Tórshavn. Ha giocato la prima partita in squadra il 10 marzo, nel pareggio per 1-1 in casa dell'HB Tórshavn. Il 15 marzo ha segnato la prima rete, con cui ha contribuito alla vittoria per 4-0 sul Víkingur Gøta. Ha totalizzato 25 presenze e 2 reti nel campionato faroese, che il B36 Tórshavn ha chiuso al 3º posto.
Il 20 novembre 2013, i danesi dell'Aalborg hanno reso noto d'aver ingaggiato Rólantsson, con un contratto valido a partire dal 1º gennaio 2014. L'accordo sarebbe andato in scadenza al 31 dicembre 2015. Rólantsson ha scelto il numero 15. Ha esordito in squadra il 9 aprile 2014, sostituendo Kasper Kusk nella vittoria per 2-1 sull'Horsens in una sfida valida per la semifinale del DBUs Landspokalturnering 2013-2014. È stata l'unica partita disputata dal faroese in stagione, con l'Aalborg che poi si è aggiudicato la vittoria finale del trofeo.
Ha debuttato nella Superligaen in data 22 settembre 2014, sostituendo Søren Frederiksen nella sconfitta per 1-0 in casa del Vestsjælland. Il 9 giugno 2015 ha rinnovato il contratto con l'Aalborg fino al 30 giugno 2018.
Il 29 settembre 2015 ha segnato la prima rete con questa casacca, in occasione della vittoria per 1-4 sul Lystrup, in una sfida valida per la DBUs Landspokalturnering 2014-2015. È rimasto in squadra fino al mese di agosto 2016, totalizzando complessivamente 27 presenze e una rete tra tutte le competizioni.
Il 17 agosto 2016, ultimo giorno della finestra di trasferimento estiva in Norvegia, Rólantsson è stato ingaggiato dal Brann, a cui si è legato con un contratto valido per i successivi due anni e mezzo. Ha scelto di vestire la maglia numero 17. Ha esordito in Eliteserien in data 21 agosto, schierato titolare nel pareggio per 1-1 contro il Rosenborg. Il 6 novembre ha trovato la prima rete, nel 2-1 inflitto al Sarpsborg 08.
Il 14 marzo 2018 ha prolungato il contratto che lo legava al club fino al 31 dicembre 2020.
Svincolato, il 10 febbraio 2021 ha firmato ufficialmente un accordo biennale con l'Odd: ha scelto di vestire la maglia numero 11.
Il 15 marzo 2023 ha fatto ritorno al TB Tvøroyri.

### Nazionale
Rólantsson  ha rappresentato le Fær Øer a livello Under-17, Under-19 e Under-21. Per quanto concerne quest'ultima selezione, ha esordito in data 7 ottobre 2011, quando è stato schierato titolare in occasione della sconfitta esterna per 4-0 contro la Danimarca, in una sfida valida per le qualificazioni al campionato europeo di categoria del 2013.
Il 7 settembre 2014 è arrivato invece il debutto in Nazionale maggiore, quando è stato schierato titolare nella sconfitta interna per 1-3 contro la Finlandia.

## Statistiche

### Presenze e reti nei club
Statistiche aggiornate al 10 settembre 2023.
| Stagione           | Club               | Campionato         | Campionato | Campionato | Coppe nazionali | Coppe nazionali | Coppe nazionali | Coppe continentali | Coppe continentali | Coppe continentali | Supercoppe | Supercoppe | Supercoppe | Totale | Totale |
| Stagione           | Club               | Comp               | Pres       | Reti       | Comp            | Pres            | Reti            | Comp               | Pres               | Reti               | Comp       | Pres       | Reti       | Pres   | Reti   |
| ------------------ | ------------------ | ------------------ | ---------- | ---------- | --------------- | --------------- | --------------- | ------------------ | ------------------ | ------------------ | ---------- | ---------- | ---------- | ------ | ------ |
| gen.-ago. 2009     | TB Tvøroyri        | 1D                 | 19         | 10         | CF              | 3               | 2               | -                  | -                  | -                  | -          | -          | -          | 22     | 12     |
| giu.-dic. 2011     | TB Tvøroyri        | 1D                 | 11         | 2          | CF              | -               | -               | -                  | -                  | -                  | -          | -          | -          | 11     | 2      |
| 2012               | TB Tvøroyri        | FD                 | 24         | 6          | CF              | 1               | 0               | -                  | -                  | -                  | -          | -          | -          | 25     | 6      |
| Totale TB Tvøroyri | Totale TB Tvøroyri | Totale TB Tvøroyri | 54         | 18         |                 | 4               | 2               |                    | -                  | -                  |            | -          | -          | 58     | 20     |
| 2013               | B36 Tórshavn       | FD                 | 25         | 2          | CF              | 1               | 0               | -                  | -                  | -                  | -          | -          | -          | 26     | 2      |
| gen.-giu. 2014     | Aalborg            | SL                 | 0          | 0          | CD              | 1               | 0               | -                  | -                  | -                  | -          | -          | -          | 1      | 0      |
| 2014-2015          | Aalborg            | SL                 | 9          | 0          | CD              | 0               | 0               | UCL+UEL            | -                  | -                  | -          | -          | -          | 9      | 0      |
| 2015-2016          | Aalborg            | SL                 | 11         | 0          | CD              | 3               | 1               | -                  | -                  | -                  | -          | -          | -          | 14     | 1      |
| lug.-ago. 2016     | Aalborg            | SL                 | 3          | 0          | CD              | 0               | 0               | -                  | -                  | -                  | -          | -          | -          | 3      | 0      |
| Totale Aalborg     | Totale Aalborg     | Totale Aalborg     | 23         | 0          |                 | 4               | 1               |                    | -                  | -                  |            | -          | -          | 27     | 1      |
| ago.-dic. 2016     | Brann              | ES                 | 7          | 1          | CN              | -               | -               | -                  | -                  | -                  | -          | -          | -          | 7      | 1      |
| 2017               | Brann              | ES                 | 25         | 4          | CN              | 2               | 0               | UEL                | 2                  | 0                  | SN         | 1          | 0          | 30     | 4      |
| 2018               | Brann              | ES                 | 28         | 3          | CN              | 3               | 0               | -                  | -                  | -                  | -          | -          | -          | 31     | 3      |
| 2019               | Brann              | ES                 | 24         | 1          | CN              | 4               | 0               | UEL                | 2                  | 0                  | -          | -          | -          | 30     | 1      |
| 2020               | Brann              | ES                 | 13         | 0          | -               | -               | -               | -                  | -                  | -                  | -          | -          | -          | 13     | 0      |
| Totale Brann       | Totale Brann       | Totale Brann       | 97         | 9          |                 | 9               | 0               |                    | 4                  | 0                  |            | 1          | 0          | 111    | 9      |
| 2021               | Odd                | ES                 | 20         | 1          | CN              | 4               | 2               | -                  | -                  | -                  | -          | -          | -          | 24     | 3      |
| 2022               | Odd                | ES                 | 22         | 0          | CN              | 3               | 0               | -                  | -                  | -                  | -          | -          | -          | 25     | 0      |
| Totale Odd         | Totale Odd         | Totale Odd         | 42         | 1          |                 | 7               | 2               |                    | -                  | -                  |            | -          | -          | 49     | 3      |
| mar.-giu. 2023     | TB Tvøroyri        | FD                 | 12         | 0          | CF              | 1               | 0               | -                  | -                  | -                  | -          | -          | -          | 13     | 0      |
| 2023-2024          | Vejle              | SL                 | 6          | 0          | CD              | 0               | 0               | -                  | -                  | -                  | -          | -          | -          | 6      | 0      |
| Totale             | Totale             | Totale             | 259        | 30         |                 | 26              | 5               |                    | 4                  | 0                  |            | 1          | 0          | 290    | 35     |

### Cronologia presenze e reti in Nazionale
| Cronologia completa delle presenze e delle reti in nazionale ― Fær Øer | Cronologia completa delle presenze e delle reti in nazionale ― Fær Øer | Cronologia completa delle presenze e delle reti in nazionale ― Fær Øer | Cronologia completa delle presenze e delle reti in nazionale ― Fær Øer | Cronologia completa delle presenze e delle reti in nazionale ― Fær Øer | Cronologia completa delle presenze e delle reti in nazionale ― Fær Øer | Cronologia completa delle presenze e delle reti in nazionale ― Fær Øer | Cronologia completa delle presenze e delle reti in nazionale ― Fær Øer |
| Data                                                                   | Città                                                                  | In casa                                                                | Risultato                                                              | Ospiti                                                                 | Competizione                                                           | Reti                                                                   | Note                                                                   |
| ---------------------------------------------------------------------- | ---------------------------------------------------------------------- | ---------------------------------------------------------------------- | ---------------------------------------------------------------------- | ---------------------------------------------------------------------- | ---------------------------------------------------------------------- | ---------------------------------------------------------------------- | ---------------------------------------------------------------------- |
| 21-2-2013                                                              | Bangkok                                                                | Thailandia                                                             | 2 – 0                                                                  | Fær Øer                                                                | Amichevole                                                             | -                                                                      | 75’                                                                    |
| 1-3-2014                                                               | Gibilterra                                                             | Gibilterra                                                             | 1 – 4                                                                  | Fær Øer                                                                | Amichevole                                                             | -                                                                      | 81’                                                                    |
| 7-9-2014                                                               | Tórshavn                                                               | Fær Øer                                                                | 1 – 3                                                                  | Finlandia                                                              | Qual. Euro 2016                                                        | -                                                                      | 76’                                                                    |
| 14-10-2014                                                             | Tórshavn                                                               | Fær Øer                                                                | 0 – 1                                                                  | Ungheria                                                               | Qual. Euro 2016                                                        | -                                                                      | 81’                                                                    |
| 29-3-2015                                                              | Ploiești                                                               | Romania                                                                | 1 – 0                                                                  | Fær Øer                                                                | Qual. Euro 2016                                                        | -                                                                      | 74’                                                                    |
| 13-6-2015                                                              | Tórshavn                                                               | Fær Øer                                                                | 2 – 1                                                                  | Grecia                                                                 | Qual. Euro 2016                                                        | -                                                                      | 13’                                                                    |
| 4-9-2015                                                               | Tórshavn                                                               | Fær Øer                                                                | 1 – 3                                                                  | Irlanda del Nord                                                       | Qual. Euro 2016                                                        | -                                                                      |                                                                        |
| 7-9-2015                                                               | Helsinki                                                               | Finlandia                                                              | 1 – 0                                                                  | Fær Øer                                                                | Qual. Euro 2016                                                        | -                                                                      |                                                                        |
| 8-10-2015                                                              | Budapest                                                               | Ungheria                                                               | 2 – 1                                                                  | Fær Øer                                                                | Qual. Euro 2016                                                        | -                                                                      | 78’                                                                    |
| 11-10-2015                                                             | Tórshavn                                                               | Fær Øer                                                                | 0 – 3                                                                  | Romania                                                                | Qual. Euro 2016                                                        | -                                                                      |                                                                        |
| 28-3-2016                                                              | Marbella                                                               | Liechtenstein                                                          | 2 – 3                                                                  | Fær Øer                                                                | Amichevole                                                             | -                                                                      |                                                                        |
| 3-6-2016                                                               | Francoforte sul Meno                                                   | Kosovo                                                                 | 2 – 0                                                                  | Fær Øer                                                                | Amichevole                                                             | -                                                                      | 68’                                                                    |
| 7-10-2016                                                              | Riga                                                                   | Lettonia                                                               | 0 – 2                                                                  | Fær Øer                                                                | Qual. Mondiali 2018                                                    | -                                                                      | 73’                                                                    |
| 10-10-2016                                                             | Tórshavn                                                               | Fær Øer                                                                | 0 – 6                                                                  | Portogallo                                                             | Qual. Mondiali 2018                                                    | -                                                                      | 66’                                                                    |
| 13-11-2016                                                             | Lucerna                                                                | Svizzera                                                               | 2 – 0                                                                  | Fær Øer                                                                | Qual. Mondiali 2018                                                    | -                                                                      | 78’                                                                    |
| 25-3-2017                                                              | Andorra la Vella                                                       | Andorra                                                                | 0 – 0                                                                  | Fær Øer                                                                | Qual. Mondiali 2018                                                    | -                                                                      | 82’                                                                    |
| 9-6-2017                                                               | Tórshavn                                                               | Fær Øer                                                                | 0 – 2                                                                  | Svizzera                                                               | Qual. Mondiali 2018                                                    | -                                                                      | 90+1’                                                                  |
| 31-8-2017                                                              | Porto                                                                  | Portogallo                                                             | 5 – 1                                                                  | Fær Øer                                                                | Qual. Mondiali 2018                                                    | -                                                                      |                                                                        |
| 3-9-2017                                                               | Tórshavn                                                               | Fær Øer                                                                | 1 – 0                                                                  | Andorra                                                                | Qual. Mondiali 2018                                                    | 1                                                                      | 90+1’                                                                  |
| 7-10-2017                                                              | Tórshavn                                                               | Fær Øer                                                                | 0 – 0                                                                  | Lettonia                                                               | Qual. Mondiali 2018                                                    | -                                                                      |                                                                        |
| 10-10-2017                                                             | Budapest                                                               | Ungheria                                                               | 1 – 0                                                                  | Fær Øer                                                                | Qual. Mondiali 2018                                                    | -                                                                      | 57’ 73’                                                                |
| 22-3-2018                                                              | Marbella                                                               | Fær Øer                                                                | 1 – 1                                                                  | Lettonia                                                               | Amichevole                                                             | -                                                                      | 72’ 83’                                                                |
| 25-3-2018                                                              | Marbella                                                               | Fær Øer                                                                | 3 – 0                                                                  | Liechtenstein                                                          | Amichevole                                                             | -                                                                      |                                                                        |
| 7-9-2018                                                               | Tórshavn                                                               | Fær Øer                                                                | 3 – 1                                                                  | Malta                                                                  | UEFA Nations League 2018-2019 - 1º turno                               | -                                                                      | 81’                                                                    |
| 10-9-2018                                                              | Pristina                                                               | Kosovo                                                                 | 2 – 0                                                                  | Fær Øer                                                                | UEFA Nations League 2018-2019 - 1º turno                               | -                                                                      | 89’                                                                    |
| 11-10-2018                                                             | Tórshavn                                                               | Fær Øer                                                                | 0 – 3                                                                  | Azerbaigian                                                            | UEFA Nations League 2018-2019 - 1º turno                               | -                                                                      |                                                                        |
| 14-10-2018                                                             | Tórshavn                                                               | Fær Øer                                                                | 1 – 1                                                                  | Kosovo                                                                 | UEFA Nations League 2018-2019 - 1º turno                               | -                                                                      |                                                                        |
| 17-11-2018                                                             | Baku                                                                   | Azerbaigian                                                            | 2 – 0                                                                  | Kosovo                                                                 | UEFA Nations League 2018-2019 - 1º turno                               | -                                                                      |                                                                        |
| 20-11-2018                                                             | Ta' Qali                                                               | Malta                                                                  | 1 – 1                                                                  | Fær Øer                                                                | UEFA Nations League 2018-2019 - 1º turno                               | -                                                                      |                                                                        |
| 23-3-2019                                                              | Ta' Qali                                                               | Malta                                                                  | 2 – 1                                                                  | Fær Øer                                                                | Qual. Euro 2020                                                        | -                                                                      | 90+9’                                                                  |
| 26-3-2019                                                              | Bucarest                                                               | Romania                                                                | 4 – 1                                                                  | Fær Øer                                                                | Qual. Euro 2020                                                        | -                                                                      |                                                                        |
| 7-6-2019                                                               | Tórshavn                                                               | Fær Øer                                                                | 1 – 4                                                                  | Spagna                                                                 | Qual. Euro 2020                                                        | -                                                                      |                                                                        |
| 10-6-2019                                                              | Tórshavn                                                               | Fær Øer                                                                | 0 – 2                                                                  | Norvegia                                                               | Qual. Euro 2020                                                        | -                                                                      | 88’                                                                    |
| 12-10-2019                                                             | Tórshavn                                                               | Fær Øer                                                                | 0 – 3                                                                  | Romania                                                                | Qual. Euro 2020                                                        | -                                                                      | 71’                                                                    |
| 15-11-2019                                                             | Oslo                                                                   | Norvegia                                                               | 4 – 0                                                                  | Fær Øer                                                                | Qual. Euro 2020                                                        | -                                                                      |                                                                        |
| 18-11-2019                                                             | Solna                                                                  | Svezia                                                                 | 3 – 0                                                                  | Fær Øer                                                                | Qual. Euro 2020                                                        | -                                                                      |                                                                        |
| 7-10-2020                                                              | Herning                                                                | Danimarca                                                              | 4 – 0                                                                  | Fær Øer                                                                | Amichevole                                                             | -                                                                      | 73’                                                                    |
| 10-10-2020                                                             | Tórshavn                                                               | Fær Øer                                                                | 1 – 1                                                                  | Lettonia                                                               | UEFA Nations League 2020-2021 - 1º turno                               | -                                                                      | 82’                                                                    |
| 13-10-2020                                                             | Tórshavn                                                               | Fær Øer                                                                | 2 – 0                                                                  | Andorra                                                                | UEFA Nations League 2020-2021 - 1º turno                               | -                                                                      | 72’                                                                    |
| 11-11-2020                                                             | Vilnius                                                                | Lituania                                                               | 2 – 1                                                                  | Fær Øer                                                                | Amichevole                                                             | -                                                                      | 61’                                                                    |
| 14-11-2020                                                             | Riga                                                                   | Lettonia                                                               | 1 – 1                                                                  | Fær Øer                                                                | UEFA Nations League 2020-2021 - 1º turno                               | -                                                                      |                                                                        |
| 17-11-2020                                                             | Ta' Qali                                                               | Malta                                                                  | 1 – 1                                                                  | Fær Øer                                                                | UEFA Nations League 2020-2021 - 1º turno                               | -                                                                      |                                                                        |
| 25-3-2021                                                              | Chișinău                                                               | Moldavia                                                               | 1 – 1                                                                  | Fær Øer                                                                | Qual. Mondiali 2022                                                    | -                                                                      | 27’                                                                    |
| 28-3-2021                                                              | Vienna                                                                 | Austria                                                                | 3 – 1                                                                  | Fær Øer                                                                | Qual. Mondiali 2022                                                    | -                                                                      |                                                                        |
| 31-3-2021                                                              | Glasgow                                                                | Scozia                                                                 | 4 – 0                                                                  | Fær Øer                                                                | Qual. Mondiali 2022                                                    | -                                                                      |                                                                        |
| 4-6-2021                                                               | Tórshavn                                                               | Fær Øer                                                                | 0 – 1                                                                  | Islanda                                                                | Amichevole                                                             | -                                                                      | 26’ 66’                                                                |
| 1-9-2021                                                               | Tórshavn                                                               | Fær Øer                                                                | 0 – 4                                                                  | Israele                                                                | Qual. Mondiali 2022                                                    | -                                                                      |                                                                        |
| 4-9-2021                                                               | Tórshavn                                                               | Fær Øer                                                                | 0 – 1                                                                  | Danimarca                                                              | Qual. Mondiali 2022                                                    | -                                                                      |                                                                        |
| 7-9-2021                                                               | Tórshavn                                                               | Fær Øer                                                                | 2 – 1                                                                  | Moldavia                                                               | Qual. Mondiali 2022                                                    | -                                                                      |                                                                        |
| 9-10-2021                                                              | Tórshavn                                                               | Fær Øer                                                                | 0 – 2                                                                  | Austria                                                                | Qual. Mondiali 2022                                                    | -                                                                      |                                                                        |
| 12-10-2021                                                             | Tórshavn                                                               | Fær Øer                                                                | 0 – 1                                                                  | Scozia                                                                 | Qual. Mondiali 2022                                                    | -                                                                      |                                                                        |
| 26-3-2022                                                              | Gibilterra                                                             | Gibilterra                                                             | 0 – 0                                                                  | Fær Øer                                                                | Amichevole                                                             | -                                                                      | 46’                                                                    |
| 29-3-2022                                                              | San Pedro del Pinatar                                                  | Fær Øer                                                                | 1 – 0                                                                  | Liechtenstein                                                          | Amichevole                                                             | -                                                                      | 61’                                                                    |
| 4-6-2022                                                               | Istanbul                                                               | Turchia                                                                | 4 – 0                                                                  | Fær Øer                                                                | UEFA Nations League 2022-2023 - 1º turno                               | -                                                                      | 53’                                                                    |
| 7-6-2022                                                               | Tórshavn                                                               | Fær Øer                                                                | 0 – 1                                                                  | Lussemburgo                                                            | UEFA Nations League 2022-2023 - 1º turno                               | -                                                                      |                                                                        |
| 11-6-2022                                                              | Tórshavn                                                               | Fær Øer                                                                | 2 – 1                                                                  | Lituania                                                               | UEFA Nations League 2022-2023 - 1º turno                               | -                                                                      |                                                                        |
| 14-6-2022                                                              | Lussemburgo                                                            | Lussemburgo                                                            | 2 – 2                                                                  | Fær Øer                                                                | UEFA Nations League 2022-2023 - 1º turno                               | -                                                                      | 89’                                                                    |
| 22-9-2022                                                              | Vilnius                                                                | Lituania                                                               | 1 – 1                                                                  | Fær Øer                                                                | UEFA Nations League 2022-2023 - 1º turno                               | -                                                                      |                                                                        |
| 25-9-2022                                                              | Tórshavn                                                               | Fær Øer                                                                | 2 – 1                                                                  | Turchia                                                                | UEFA Nations League 2022-2023 - 1º turno                               | -                                                                      |                                                                        |
| 16-11-2022                                                             | Olomouc                                                                | Rep. Ceca                                                              | 5 – 0                                                                  | Fær Øer                                                                | Amichevole                                                             | -                                                                      | 56’                                                                    |
| 19-11-2022                                                             | Pristina                                                               | Kosovo                                                                 | 1 – 1                                                                  | Fær Øer                                                                | Amichevole                                                             | -                                                                      | 90+4’                                                                  |
| 24-3-2023                                                              | Chișinău                                                               | Moldavia                                                               | 1 – 1                                                                  | Fær Øer                                                                | Qual. Euro 2024                                                        | -                                                                      | 71’ 78’                                                                |
| 27-3-2023                                                              | Skopje                                                                 | Macedonia del Nord                                                     | 1 – 0                                                                  | Fær Øer                                                                | Amichevole                                                             | -                                                                      | 62’                                                                    |
| 17-6-2023                                                              | Tórshavn                                                               | Fær Øer                                                                | 0 – 3                                                                  | Rep. Ceca                                                              | Qual. Euro 2024                                                        | -                                                                      | 65’ 83’                                                                |
| 20-6-2023                                                              | Tórshavn                                                               | Fær Øer                                                                | 1 – 3                                                                  | Albania                                                                | Qual. Euro 2024                                                        | -                                                                      |                                                                        |
| 7-9-2023                                                               | Varsavia                                                               | Polonia                                                                | 2 – 0                                                                  | Fær Øer                                                                | Qual. Euro 2024                                                        | -                                                                      | 74’                                                                    |
| 10-9-2023                                                              | Tórshavn                                                               | Fær Øer                                                                | 0 – 1                                                                  | Moldavia                                                               | Qual. Euro 2024                                                        | -                                                                      | 46’                                                                    |
| Totale                                                                 |                                                                        | Presenze                                                               | 67                                                                     |                                                                        | Reti                                                                   | 1                                                                      |                                                                        |

## Palmarès

### Competizioni nazionali
- Coppa di Danimarca: 1

Aalborg: 2013-2014